# Encarnación Lemus
Encarnación Lemus López (Villafranca de los Barros, Badajoz, 1960) es una historiadora e investigadora española, especializada en el estudio del exilio español y en la Transición democrática. Fue la ganadora del Premio Nacional de Historia de España 2023.

## Trayectoria
Nació en Villafranca de los Barros, en la provincia española de Badajoz.Se convirtió en Catedrática de Historia Contemporánea en la Universidad de Huelva. Fue profesora en la Universidad de Santiago de Chile, la Universidad de Valparaíso, la Universidad de Puerto Rico, Denis-Diderot París 7, la Universidad de Míchigan y la Universidad de Florencia. Ejerció como investigadora en el Instituto del Tiempo Presente de París.
Se convirtió en una de las integrantes del Consejo Editorial de la revista Andalucía en la Historia y del Seminario Permanente de Historia Contemporánea del Centro de Estudios Andaluces, además de ser miembro del Grupo de Priego, Comité Científico del Patronato Niceto Alcalá-Zamora de Priego.
Ha realizado varios trabajos sobre historia de las Mujeres así como historia contemporánea de España, entre los que destaca Estados Unidos y la Transición española.

## Reconocimientos
En 2023 fue reconocida con el Premio Nacional de Historia de España, del Ministerio de Cultura y Deporte, por su obra Ellas. Las estudiantes de la Residencia de Señoritas, sobre las mujeres que accedieron a la enseñanza superior en 1910 a partir del Decreto del 8 de marzo de 1910.